# Námezdní otroctví
Námezdní otroctví je označení pro stav, ve kterém je živobytí jedince závislé na mzdě, zejména v případě, že je závislost úplná a bezprostřední. Tento termín se používá k popisu analogie mezi otroctvím (povinností nesvobodné bezplatné práce) a námezdní prací, jen formálně smluvní. Odkazuje k nerovné vyjednávací pozici mezi zaměstnanci (prací) a zaměstnavateli (kapitálem), zejména pokud jsou zaměstnancům vypláceny neúměrné nízké mzdy (např. sweatshopy). Námezdní otroctví je někdy také dáváno do souvislosti s nedostatkem samosprávy pracujících.